# MTV Australia Awards
Gli MTV Australia Awards (in passato conosciuti anche come MTV Australia Video Music Awards o AVMA's) sono stati una manifestazione organizzata dall'emittente televisiva MTV, dove venivano premiati i migliori artisti internazionali e nazionali dell'Australia. La prima edizione si è tenuta nel 2005, l'ultima nel 2009.
A causa del lancio del canale televisivo MTV Classic nel 2010 in Australia, la MTV Networks Australia ha deciso di cancellare la cerimonia di premiazione e di invece organizzare al suo posto un concerto annuale nel mese di maggio.

## Location che hanno ospitato gli MTV Australia Awards
| Anno | Luogo                                   | Città  | Presentatore dal vivo         |
| ---- | --------------------------------------- | ------ | ----------------------------- |
| 2005 | Luna Park Sydney                        | Sydney | The Osbournes                 |
| 2006 | Acer Arena                              | Sydney | Ashlee Simpson                |
| 2007 | Acer Arena                              | Sydney | Fergie                        |
| 2008 | Australian Technology Park              | Sydney | The Veronicas e Mischa Barton |
| 2009 | Sydney Convention and Exhibition Centre | Sydney | Pete Wentz                    |

## Categorie delle varie edizioni
|                                           | 2005 | 2006 | 2007 | 2008 | 2009 |
| ----------------------------------------- | ---- | ---- | ---- | ---- | ---- |
| Best Video/Video of the Year              | Si   | Si   | Si   | Si   | Si   |
| Best Aussie                               | No   | No   | No   | Si   | Si   |
| Best Kiwi                                 | No   | No   | No   | Si   | Si   |
| Breakthrough                              | Si   | Si   | Si   | Si   | Si   |
| Best Collaboration/Best Hook-Up           | No   | No   | Si   | No   | Si   |
| Best Rock Video                           | Si   | Si   | Si   | No   | Si   |
| Best Dance Video                          | Si   | Si   | Si   | No   | Si   |
| Best Moves                                | No   | No   | No   | No   | Si   |
| Free Your Mind                            | Si   | Si   | Si   | Si   | Si   |
| International Music Artist of the Year    | No   | No   | No   | Si   | No   |
| Video Vanguard Award                      | No   | No   | Si   | No   | No   |
| Download of the Year                      | No   | No   | Si   | No   | No   |
| Album of the Year                         | No   | Si   | Si   | No   | No   |
| Song of the Year                          | No   | Si   | No   | No   | No   |
| Best Hip-Hop Video                        | No   | Si   | Si   | No   | No   |
| Best R&B Video                            | Si   | Si   | No   | No   | No   |
| Best Pop Video                            | Si   | Si   | Si   | No   | No   |
| Best Male Artist                          | Si   | Si   | Si   | No   | No   |
| Best Female Artist                        | Si   | Si   | Si   | No   | No   |
| Best Group                                | Si   | Si   | Si   | No   | No   |
| Best Dressed Video                        | Si   | No   | No   | No   | No   |
| Sexiest Video                             | Si   | No   | Si   | No   | No   |
| Movie Star Award                          | No   | No   | No   | Si   | No   |
| Sport's Award                             | No   | No   | No   | Si   | No   |
| Supernova Award                           | Si   | No   | No   | No   | No   |
| VH1 Music First Award                     | Si   | No   | No   | No   | No   |
| Viewer's Choice (Australia & New Zealand) | Si   | Si   | Si   | No   | No   |
| Television Moment Award                   | No   | No   | No   | Si   | No   |
| Good Karma Award                          | No   | No   | No   | Si   | No   |
| Bad Karma Award                           | No   | No   | No   | Si   | No   |
| Live Performer Award                      | No   | No   | No   | Si   | No   |
| Remake Award                              | No   | No   | No   | Si   | No   |
| Spankin' New Aussie Artist Award          | No   | Si   | No   | No   | No   |

## Vincitori dei premi nelle varie edizioni

### 2005
- Best Male Artist: Shannon Noll
- Best Female Artist: Delta Goodrem
- Breakthrough Artist: Missy Higgins
- Best Group: Green Day
- Best Dance Video: Usher - Yeah
- Best Pop Video: Guy Sebastian - Out With My Baby
- Best Rock Video: Green Day - American Idiot
- Best R&B Video: Black Eyed Peas - Hey Mama
- Sexiest Video: Black Eyed Peas - Hey Mama
- Best Dressed Video: Gwen Stefani - What You Waiting For?
- Video of the Year: The Dissociatives - Somewhere Down The Barrel
- Pepsi Viewers Choice: Delta Goodrem
- Supernova: Evermore
- VH1 Music First: Cher
- Free Your Mind: AusAID

### 2006
- Best Male Artist - Shannon Noll
- Best Female Artist - Ashlee Simpson
- Spankin' New Aussie Artist - The Veronicas
- Best Group - Green Day
- Best Dance Video - Rogue Traders - Voodoo Child
- Best Pop Video - Ashlee Simpson - Boyfriend
- Best Rock Video - The Darkness - One Way Ticket
- Best R&B Video - Chris Brown - Run It!
- Best Hip-Hop Video - Snoop Dogg - Drop It Like It's Hot
- Album Of The Year - Bernard Fanning - Tea and Sympathy
- Song Of The Year - James Blunt - You're Beautiful
- Video of the Year - The Veronicas - 4ever
- Viewers Choice - Anthony Callea
- Free Your Mind Award - Peter Garrett[edit]

### 2007
- Spankin' New Artist - Teddy Geiger - For You I Will (Confidence)
- Sexiest Video - Fergie - Fergalicious
- Best Pop Video - Guy Sebastian - Elevator Love
- Best Male Artist - Shannon Noll - Lonely
- Best Female Artist - Pink (cantante) - U + Ur Hand
- Best Group - Red Hot Chili Peppers
- Album of the Year - Evanescence - The Open Door
- Best Hip Hop Video - Snoop Dogg ft. R. Kelly - That's That
- Video of the Year - Thirty Seconds to Mars - The Kill
- Best Rock Video - Thirty Seconds to Mars - The Kill
- Download of the Year - Pink - Who Knew
- Best Dance Video - Fedde Le Grand - Put Your Hands Up For Detroit
- Best Hook Up - Justin Timberlake featuring Timbaland - SexyBack
- Viewers Choice Australia - Good Charlotte
- Viewers Choice New Zealand - Goodnight Nurse

### 2008
- Music Video of the Year - Delta Goodrem - Believe Again
- Australian Artist Music Award - The Veronicas
- New Zealand Artist Music Award - Scribe
- MTV Live Performer Award - Pink (cantante) - I'm Not Dead Tour
- Television Moment Award - The Chaser's War on Everything
- MTV Good Karma Award - Earth Hour
- MTV Bad Karma Award - Kevin Andrews
- Remake Award - Summer Heights High - Ja'mie's
- Movie Star Award - Matt Damon
- Sport's Award - Mick Fanning
- International Music Artist of the Year - Timbaland

### 2009
- Best Collaboration - T.I. Feat. Rihanna - Live Your Life
- Best Rock Video - Fall Out Boy - I Don't Care
- Best Dance Video - The Ian Carey Project - Get Shaky
- Best Moves - Britney Spears - Circus
- Best Aussie - Jessica Mauboy
- Best Breakthrough - Katy Perry
- Best Kiwi - Nesian Mystik
- Independent Spirit - Sneaky Sound System
- Best Video - Pink (cantante) - So What